# Sypný úhel

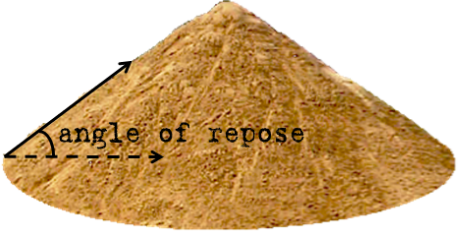
Sypný úhel

Sypný úhel je největší úhel, který může svírat vodorovná rovina a povrchová přímka kužele tvořeného sypkým materiálem. Sypný úhel závisí na vlastnostech materiálu, jako je jeho hustota, tvar a velikost zrn a koeficient tření materiálu.
Sypný kužel může být vytvořen nasypáním materiálu na vodorovnou podložku.
Sypný úhel lze ovlivnit například setřásáním, sleháváním nebo přidáním kapaliny do hmoty. Zatímco malé množství kapaliny může velikost sypného úhlu zvětšit, velké množství kapaliny jej naopak zmenšuje.
Příbuznou veličinou mechanice je maximální úhel, pro který objekt může držet na nakloněné rovině, aniž by sklouzl dolů. Tento úhel je roven arkus tangentu činitele statického tření μs mezi povrchy.

## Aplikace

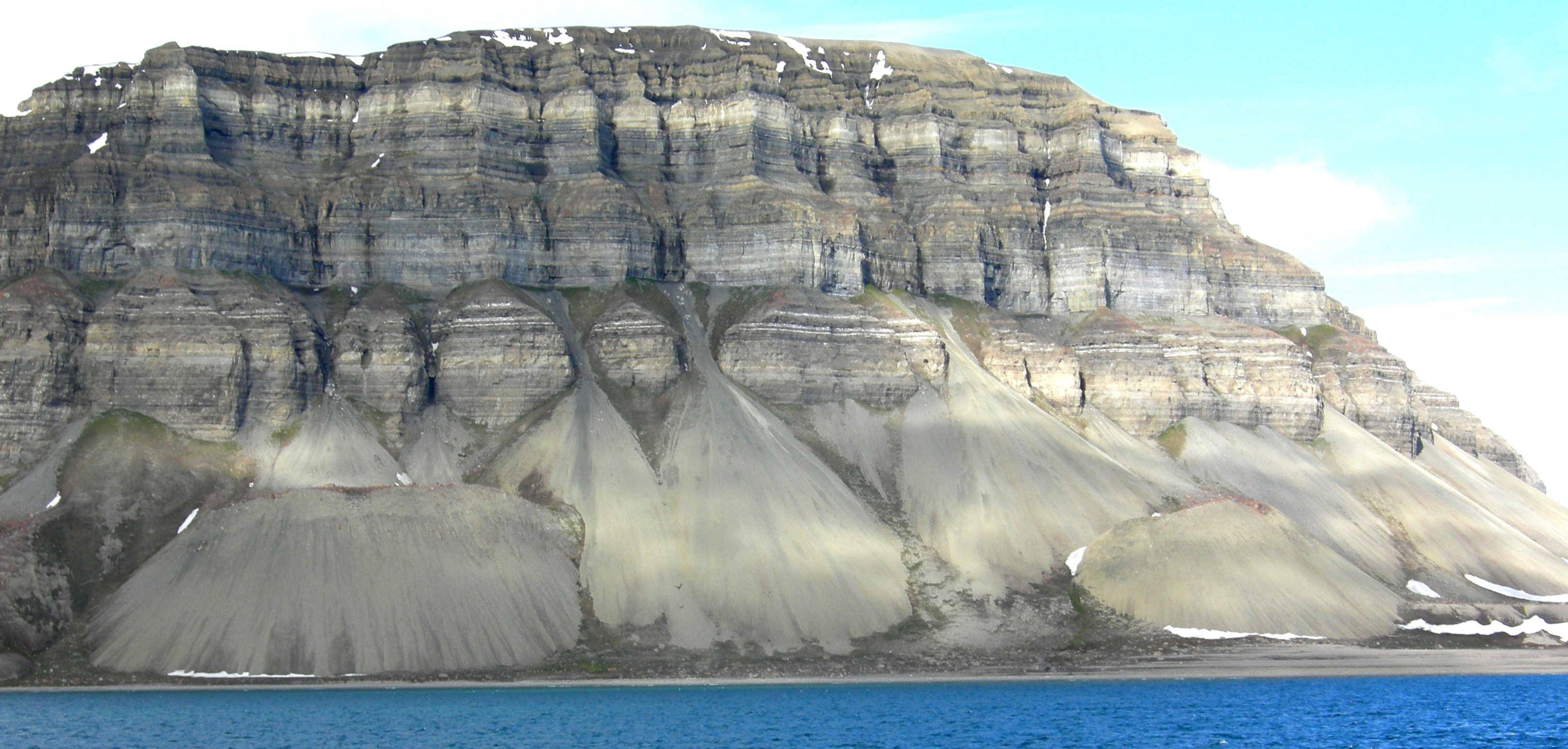
Pobřežní kužele na severním pobřeží Isfjordenu na norských Špicberkách ukazující sypný úhel hrubých sedimentů

Sypný úhel se používá při návrhu zařízení pro zpracování sypkých materiálů. Může být používán například pro návrh skluzů nebo sil na ukládání materiálu nebo při konstrukci pásových dopravníků pro přepravu materiálu. Může také být používán pro určování, zda nedojde ke zhroucení haldy nebo nezpevněného stěrkového břehu; sklon osypů v geologii závisí na sypném úhlu a reprezentuje nejprudší sklon, který může hromada sypkého materiálu zaujímat. Tento sypný úhel je také důležitý pro výpočty stability plavidel.
Velikost sypného úhlu je také často používána horolezci jako faktor pro analýzu nebezpečí lavin v horských oblastech.

## Určování sypného úhlu
Existuje mnoho metod pro určení velikosti sypného úhlu, které mohou dávat poněkud odlišné výsledky. Výsledky jsou citlivé i na přesnou metodologii měření. Kvůli tomu nejsou data z různých laboratoří vždy srovnatelná. Jednou z metod je triaxial shear test, jinou je direct shear test.
Pokud činitel statického tření materiálu je známý, pak dobrý odhad sypného úhlu dává následující funkce. Tato funkce je vhodná pro případy, kdy zrna materiálu jsou drobná a hromadí se v náhodném pořadí.
{\displaystyle \tan {(\theta )}\approx \mu _{\mathrm {s} }\,}
kde μs je činitel statického tření a θ je sypný úhel.
Dlouho zůstávalo nejasné, jestli je sypný úhel závislý či nezávislý na gravitaci. Nejnovější výzkum založený na poznatcích marsovského vozítka Curiosity získaných při výzkumu svahových sesuvů na svazích marsovských písečných dun naznačuje, že sypný úhel je na gravitaci nezávislý. Dosahuje na Marsu stejných hodnot jako v případě Země.

## Využití larvami mravkolvů

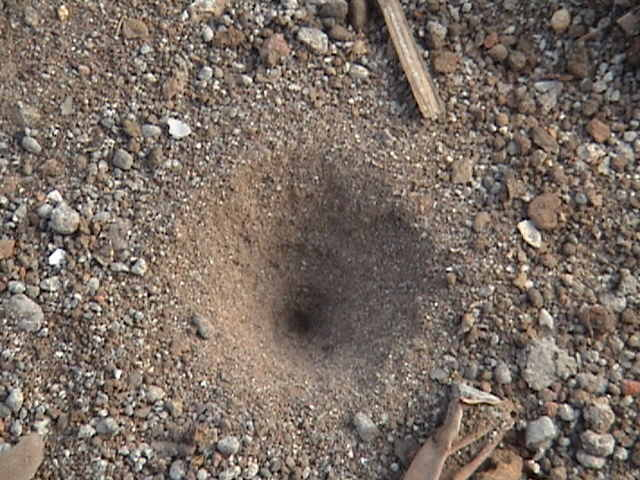
Písková jamka je past vytvořená larvou mravkolva

Larvy mravkolvů chytají drobný hmyz například mravence do kuželovité jamky, kterou vyhrabou v sypkém písku tak, aby sklon stěn odpovídal kritickému sypnému úhlu písku. Toho dosáhnou vyhazováním sypkého písku z jamky, přičemž další písek se sesypává k larvě, až stěny jamky dosáhnou sypného úhlu. Když pak malý hmyz, obvykle mravenec, zabloudí do jamky, pod jeho vahou se písku začne sypat do středu, kde predátor, které jamku vytvořil, čeká pod tenkou vrstvou sypkého písku. Když si larva všimne kořisti, pomáhá tomuto procesu energickým vyhazováním písku ze středu jamky. Tím podkope stěny jamky a způsobí, že se začnou hroutit do středu. Písek, který larva hází, také zasypává oběť dalším materiálem, který ji zabraňuje dostat se na místa s menším sklonem, která vznikají hroucením původní jamky. To larvě umožní uchopit kořist, do které pak může vstříknout jed a trávicí šťávy.

## Metody určování sypného úhlu
Pro měření sypného úhlu existuje několik metod.

### Metoda naklánění
Tato metoda je vhodná pro jemnozrnné, nesoudržné materiály s velikostí zrn do 10 mm. Materiál je umístěn do krabice s průhlednou stranou pro sledování zrnitého test materiál. Na počátku musí být materiál srovnán rovnoběžně se dnem krabice. Krabice je pomalu nakláněna, dokud materiál nezačne sjíždět dolů, a pak se změří úhel náklonu.

### Metoda komínku
Materiál je vysypáván komínkem, aby tvořil kužel. Vrchol komínku musí být držen blízko rostoucímu kuželi a pomalu zdvihán, když se hromada zvětšuje, aby se minimalizoval vliv padajících zrn. Sypání se ukončí, když hromada dosáhne předem určené výšky nebo základna předem určené šířky. Obvykle se neměří přímo úhel výsledného kužele, ale spočítá se arkus tangens podílu výšky a poloviny šířky základny kužele.

### Metoda otáčejícího se válce
Materiál je umístěn uvnitř válce s alespoň jednou průhlednou stranou. Válcem se otáčí pevnou rychlostí a pozorovatel sleduje materiál posunující se uvnitř válec. Efekt je podobný, jako když sledujeme prádlo převalující se přes sebe v pomalu se otáčející sušičce. Sypký materiál při pohybu uvnitř otáčejícího se válce zaujme určitý úhel. Tato metoda je vhodná pro získání dynamického sypného úhlu, jehož velikost se od statického sypného úhlu změřeného jinými metodami může lišit.

## Sypný úhel různých materiálů
Sypný úhel různých materiálů je uveden v následující tabulce: Všechny údaje jsou přibližné.
| Material (podmínka)       | Sypný úhel (stupňů) |
| ------------------------- | ------------------- |
| Asfalt (drcený)           | 30–45°              |
| Jetelové semeno           | 28°                 |
| Jíl (suchý)               | 25–40°              |
| Jíl (vybragrovaný, vlhký) | 15°                 |
| Kávová zrna (čerstvá)     | 35–45°              |
| Kokos (drť)               | 45°                 |
| Křída                     | 45°                 |
| Kůra (dřevní odpad)       | 45°                 |
| Močovina (granule)        | 27°                 |
| Mouka kukuřičná           | 30–40°              |
| Mouka pšeničná            | 45°                 |
| Otruby                    | 30–45°              |
| Písek (suchý)             | 34°                 |
| Písek (nasycený vodou)    | 15–30°              |
| Písek (vlhký)             | 45°                 |
| Popel                     | 40°                 |
| Slad                      | 30–45°              |
| Sníh                      | 38°                 |
| Štěrk (drcený)            | 45°                 |
| Štěrk (přírodní s pískem) | 25–30°              |
| Zemina                    | 30–45°              |
| Obilí (zrno)              | 27°                 |
| Žula                      | 35–40°              |